# Helina intermedia
Helina intermedia este o specie de muște din genul Helina, familia Muscidae. A fost descrisă pentru prima dată de Villeneuve în anul 1899. Conform Catalogue of Life specia Helina intermedia nu are subspecii cunoscute.